# Lucas Evangelista Santana de Oliveira
Lucas Evangelista Santana de Oliveira (Limeira, 6 de mayo de 1995) es un futbolista brasileño que juega como centrocampista en la S. E. Palmeiras del Brasileirão.

## Trayectoria

### São Paulo
Debutó como profesional el 2 de junio de 2013 en el Estadio Independencia, ingresó al minuto 65 por Wellington para enfrentar al Atlético Mineiro, empataron 0 a 0. En su siguiente partido, el 11 de agosto, anotó su primer gol en la máxima categoría frente a Portuguesa, pero perdieron 2 a 1.
Debutó a nivel internacional el 3 de julio en el primer partido de la Recopa Sudamericana, ingresó al minuto 80 pero perdieron 2 a 1. En el partido de vuelta no ingresó y perdieron 2 a 0, por lo que Corinthians se coronó campeón.
Viajó a Japón para jugar la Copa Suruga Bank. El partido se realizó el 7 de agosto, ingresó al minuto 46 y se enfrentó al Kashima Antlers, perdieron 3 a 2 con un gol en tiempo adicional de los nipones.
Jugó 2 partidos por la Copa Sudamericana. El 23 de octubre estuvo frente a Universidad Católica en el partido de vuelta en octavos de final, ganaron 4 a 3 y pasaron a cuartos de final con un global de 5 a 4. El 20 de noviembre fue parte de la primera semifinal, arrancó como titular contra Ponte Preta pero perdieron 3 a 1. En el partido de vuelta no ingresó y empataron 1 a 1, por lo que el rival pasó a la final con un global de 4 a 2.
En el 2014, jugó 4 partidos en el Campeonato Paulista y anotó 1 gol.
El 28 de agosto fue vendido a Europa, el club Udinese pagó 4 millones de euros por sus servicios.

### Udinese
Debutó en el club italiano el 19 de octubre de 2014 en el Stadio Comunale frente a Torino, ingresó al minuto 53 pero perdieron 1 a 0 por la fecha 7 de la Serie A.
El 3 de diciembre debutó en la Copa Italia, en la cuarta ronda contra Cesena, ingresó al minuto 85 con el partido empatado 2 a 2, fueron a alargue y en el minuto 100 anotó su primer gol en tierras europeas, para poner en ventaja a su equipo, finalmente ganaron 4 a 2 y pasaron de ronda.

## Selección nacional
Fue convocado para defender la selección de Brasil en el Campeonato Sudamericano Sub-20 del 2015 que se realizó en Uruguay. Jugó 6 encuentros y clasificaron al Mundial de la categoría. Pero no volvió a ser convocado.

### Participaciones en juveniles
| Competición                            | Sede    | Resultado  | Partidos | Goles |
| -------------------------------------- | ------- | ---------- | -------- | ----- |
| Campeonato Sudamericano Sub-20 de 2015 | Uruguay | Fase final | 6        | 0     |

## Estadísticas
Actualizado al 27 de febrero de 2025.
| Club | Div.          | Temporada     | Liga  | Liga  | Estatal | Estatal | Copas nacionales(1) | Copas nacionales(1) | Torneos internacionales(2) | Torneos internacionales(2) | Total | Total |
| Club | Div.          | Temporada     | Part. | Goles | Part.   | Goles   | Part.               | Goles               | Part.                      | Goles                      | Part. | Goles |
| --- | ------------- | ------------- | ----- | ----- | ------- | ------- | ------------------- | ------------------- | -------------------------- | -------------------------- | ----- | ----- |
| São Paulo F. C. · Brasil | 1.ª           | 2013          | 19    | 1     | 0       | 0       | 0                   | 0                   | 4                          | 0                          | 23    | 1     |
| São Paulo F. C. · Brasil | 1.ª           | 2014          | 0     | 0     | 4       | 1       | 0                   | 0                   | 0                          | 0                          | 4     | 1     |
| São Paulo F. C. · Brasil | Total club    | Total club    | 19    | 1     | 4       | 1       | 0                   | 0                   | 4                          | 0                          | 27    | 2     |
| Udinese Calcio · Italia | 1.ª           | 2014-15       | 4     | 0     | —       | —       | 1                   | 1                   | —                          | —                          | 5     | 1     |
| Udinese Calcio · Italia | 1.ª           | 2015-16       | 0     | 0     | —       | —       | 2                   | 0                   | —                          | —                          | 2     | 0     |
| Panathinaikos · Grecia | 1.ª           | 2015-16       | 11    | 1     | —       | —       | 1                   | 0                   | —                          | —                          | 12    | 1     |
| Panathinaikos · Grecia | Total club    | Total club    | 11    | 1     | —       | —       | 1                   | 0                   | 0                          | 0                          | 12    | 1     |
| Udinese Calcio · Italia | 1.ª           | 2016-17       | 6     | 0     | —       | —       | 0                   | 0                   | —                          | —                          | 6     | 0     |
| Udinese Calcio · Italia | Total club    | Total club    | 10    | 0     | —       | —       | 3                   | 1                   | 0                          | 0                          | 13    | 1     |
| G. D. Estoril Praia Portugal | 1.ª           | 2017-18       | 34    | 4     | —       | —       | 2                   | 0                   | —                          | —                          | 36    | 4     |
| G. D. Estoril Praia Portugal | Total club    | Total club    | 34    | 4     | —       | —       | 2                   | 0                   | 0                          | 0                          | 36    | 4     |
| F. C. Nantes Francia | 1.ª           | 2018-19       | 14    | 1     | —       | —       | 5                   | 0                   | —                          | —                          | 19    | 1     |
| F. C. Nantes Francia | Total club    | Total club    | 14    | 1     | —       | —       | 5                   | 0                   | 0                          | 0                          | 19    | 1     |
| Vitória S. C. Portugal | 1.ª           | 2019-20       | 19    | 1     | —       | —       | 3                   | 0                   | 4                          | 0                          | 26    | 1     |
| Vitória S. C. Portugal | Total club    | Total club    | 19    | 1     | —       | —       | 3                   | 0                   | 4                          | 0                          | 26    | 1     |
| Red Bull Bragantino · Brasil | 1.ª           | 2020          | 20    | 2     | —       | —       | 2                   | 0                   | —                          | —                          | 22    | 2     |
| Red Bull Bragantino · Brasil | 1.ª           | 2021          | 14    | 2     | 12      | 0       | 4                   | 0                   | 10                         | 1                          | 40    | 3     |
| Red Bull Bragantino · Brasil | 1.ª           | 2022          | 34    | 2     | 4       | 0       | 2                   | 0                   | 5                          | 0                          | 45    | 2     |
| Red Bull Bragantino · Brasil | 1.ª           | 2023          | 33    | 1     | 0       | 0       | 0                   | 0                   | 8                          | 2                          | 41    | 3     |
| Red Bull Bragantino · Brasil | 1.ª           | 2024          | 32    | 2     | 9       | 0       | 4                   | 0                   | 8                          | 0                          | 53    | 2     |
| Red Bull Bragantino · Brasil | 1.ª           | 2025          | ―     | ―     | 12      | 3       | 1                   | 0                   | ―                          | ―                          | 13    | 3     |
| Red Bull Bragantino · Brasil | Total club    | Total club    | 133   | 9     | 37      | 3       | 13                  | 0                   | 31                         | 3                          | 214   | 15    |
| S. E. Palmeiras · Brasil | 1.ª           | 2025          | 0     | 0     | 0       | 0       | 0                   | 0                   | 0                          | 0                          | 0     | 0     |
| S. E. Palmeiras · Brasil | Total club    | Total club    | 0     | 0     | 0       | 0       | 0                   | 0                   | 0                          | 0                          | 0     | 0     |
| Total carrera | Total carrera | Total carrera | 240   | 17    | 41      | 4       | 27                  | 1                   | 39                         | 3                          | 347   | 25    |
| (1)Incluidos los datos de la Copa Italia (2014-15, 2015-16), Copa de Grecia (2015-16), Copa de Portugal (2017-18), Copa de la Liga de Portugal (2017-18, 2019-20), Copa de la Liga de Francia (2018-19) y Copa de Francia (2018-19) (2)Incluidos los datos de la Recopa Sudamericana (2013), Copa Suruga Bank (2013), Copa Sudamericana (2013) y Liga Europa de la UEFA (2019-20) |               |               |       |       |         |         |                     |                     |                            |                            |       |       |